# Hyperlophus vittatus
Hyperlophus vittatus és una espècie de peix pertanyent a la família dels clupeids.

## Descripció
- Pot arribar a fer 10 cm de llargària màxima.
- 12-18 radis tous a l'aleta dorsal i 16-27 a l'anal.[3][4]

## Depredadors
És depredat per Arripis trutta, Arripis truttaceus, Thyrsites atun, Pseudophycis bachus i Platycephalus bassensis.

## Hàbitat
És un peix marí i d'aigua salabrosa, pelàgic-nerític, amfídrom i de clima temperat (25°S-40°S, 112°E-155°E) que viu entre 10-13 m de fondària.

## Distribució geogràfica
Es troba al sud d'Austràlia: des de Kalbarri (Austràlia Occidental) fins a Austràlia Meridional, Nova Gal·les del Sud i Queensland.

## Observacions
És inofensiu per als humans.